# Crkvenogrčki jezik
Crkvenogrčki jezik (ISO 639: ecg, u čekanju na priznanje;  autonim Λογία; ostali nazivi: Ecclesiastical Greek, Patristic Greek, Literary Koine Greek, Atticist Greek), jezik kojim se služi grčka pravoslavna Crkva. Približan broj govornika koji bi ga mogli poznavati iznosi po procjeni oko 3.000 i to na području svete planine Athos (Sveta Gora) u Grčkoj, ekumenske patrijaršije u Turskoj i Grčki pravoslavni patrijarh u Jeruzalemu.
Služi kao službeni i liturgijski jezik grčke pravoslavne crkve.